# Замойський кодекс
«Замойський кодекс» (лат. Chronicae et annales Poloniae; пол. Kodeks zamojski) — рукопис XIV-XV століття, що містить найдавнішу з відомих копій «Хроніки» Ґалла Аноніма, а також інші джерела з польської історії, які зберігаються в Національній бібліотеці Польщі.
Кодекс має особливу цінність для польської культури через свій зміст — він містить найдавнішу з відомих копій «Хроніки» Ґалла Аноніма, а також інші джерела з польської історії.

## Історія
Точний час створення рукопису невідомий, але він був завершений до 1427 року. Невідомо також, хто приймав рішення про відбір текстів. Ймовірно, що між 1425 і 1515 роками книга належала родині Лаських. До 1448 року кодекс був позичений Сендзивоєм з Хела, який передав його Яну Длуґошу. Длуґош використав інформацію, що міститься в «Хроніці» Ґалла Аноніма та Траскському щорічнику, при написанні своїх «Анналів».
Подальші відомості про рукопис походять з 1848 року, коли історик Вацлав Александр Мацейовський знайшов його в бібліотеці Замойської ординації. Наприкінці 1944 року його вивезли з Варшави та сховали в Колегіальному костелі в Ловчі. Рукопис доступний онлайн у цифровій національній бібліотеці «Полона».